# François Bonnardot
Pour les articles homonymes, voir Bonnardot.
François Bonnardot, né le 19 novembre 1843 à Demigny (Saône-et-Loire, France) et mort le 10 mai 1926 à Conflans-Sainte-Honorine (Yvelines, France), est un archiviste paléographe, bibliothécaire et historien français.

## Biographie
François Bonnardot étudie à l'École impériale des chartes et à l'École pratique des hautes études. Sa thèse d'archiviste paléographe, soutenue en 1868, a pour titre : « La langue française à Metz d’après les documents originaux du XIIIe siècle, monographie du dialecte lorrain ».
À sa sortie de l'École des chartes, il est nommé archiviste de la ville d'Orléans. En 1872, il est attaché au Bureau des travaux historiques de la ville de Paris, puis en devient le sous-directeur. Romaniste chevronné, reconnu pour sa connaissance des dialectes lorrains et en particulier de la langue française de Metz, il est chargé de « rechercher, dans les dépôts publics de Lorraine, les chartes et autres documents authentiques écrits en français pendant la première période du Moyen Âge ». En 1898, il est nommé bibliothécaire de la ville de Verdun ; il finit sa carrière en tant que conservateur honoraire de cette institution.
En 1890, François Bonnardot est nommé président de la Société de linguistique de Paris, dont il devient par la suite le président. Il est également membre correspondant de l’Académie de Metz, membre de la Société de l’Histoire de Paris et de l’Île de France, président de la Société des anciens textes français, membre honoraire de l’Institut Grand-ducal.
Franc-maçon, il est initié en 1881 au sein de loge maçonnique « Union et Bienfaisance » appartenant au Suprême Conseil de France, puis il appartient à diverses loges parisiennes et orléanaises, il est secrétaire des loges écossaises en 1898 avant de devenir grand maître de la Grande Loge de France de 1900 à 1903,.